# Barry Bostwick

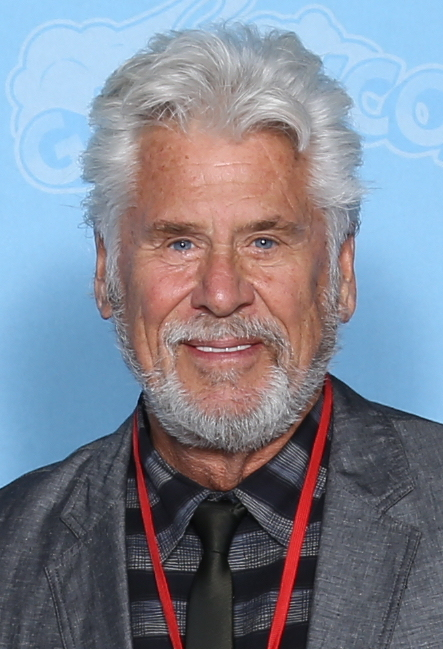
Barry Bostwick (2019)

Barry Knapp Bostwick (* 24. Februar 1946 in San Mateo, Kalifornien) ist ein US-amerikanischer Schauspieler.

## Leben
Bostwick begann seine Karriere 1970 mit einer kleinen Rolle in einem Fernsehfilm. Seither ist er ein viel beschäftigter Serien- und Filmdarsteller und wirkte an mehr als 100 Produktionen mit.
Im Jahr 1975 spielte er in The Rocky Horror Picture Show die Rolle des Brad Majors, den Verlobten von Janet Weiss (Susan Sarandon). Szenen des Films wurden 2005 in der Cold-Case-Folge Die Rocky Horror Show serientypisch eingebunden und Bostwick hatte quasi eine Doppelrolle, in der er einen religiös-fanatischen Gegner des damaligen Rocky-Horror-Hypes spielte.
In den Jahren 1996 bis 2002 war er der Bürgermeister von New York, Randall Winston in Chaos City, in der anfangs Michael J. Fox und später Heather Locklear sowie Charlie Sheen die Hauptrollen spielten. 2012 stand er im Rahmen des SF Sketchfest in der Theaterproduktion The Rocky Horror Picture Show: The Peaches Christ Experience auf der Bühne.
Im Jahr 1989 wurde Bostwick für seine Rolle in der Serie Feuersturm und Asche mit einem Golden Globe ausgezeichnet.

## Filmografie
- 1970: The Klowns (Fernsehfilm)
- 1975: The Rocky Horror Picture Show
- 1977–1978: Razzmatazz (Fernsehserie)
- 1978: Movie Movie
- 1978: Drei Engel für Charlie (Charlie’s Angels, Fernsehserie, Folge Der Dieb, der Mörder und die Juwelen)
- 1982: Megaforce
- 1983: Summer Girl – Wenn Leidenschaft zum Albtraum wird (Summer Girl)
- 1985: Des Lebens bittere Süße (A Woman of Substance, Miniserie)
- 1988–1989: Feuersturm und Asche (War and Remembrance, Fernsehzwölfteiler, 8 Folgen)
- 1989: Ein Zwilling kommt selten allein (The Parent Trap III)
- 1993: Mörderischer Amazonas (Eight Hundred Leagues Down the Amazon)
- 1993: Wieder Ärger mit Bernie (Weekend at Bernie’s II)
- 1993: Das letzte U-Boot (Fernsehfilm)
- 1994: In the Heat of Passion II: Unfaithful
- 1995: Metalbeast (Project: Metalbeast)
- 1996: Agent 00 – Mit der Lizenz zum Totlachen (Spy Hard)
- 1996: Secret Agent Club (The Secret Agent Club)
- 1996: Weihnachtsmann aus Leidenschaft (A Different Kind of Christmas)
- 1996–2002: Chaos City (Spin City, Fernsehserie, 145 Folgen)
- 1997: Lexx – The Dark Zone (LEXX, Fernsehserie, Folge 1x01 I Worship His Shadow)
- 1998: Tod in einer Sommernacht (One Hot Summer Night)
- 2003: The Skulls 3 (The Skulls III)
- 2003: Scrubs – Die Anfänger (Scrubs, Fernsehserie, Folge 3x09 My Dirty Secret)
- 2003: 101 Dalmatiner Teil 2 – Auf kleinen Pfoten zum großen Star! (101 Dalmatians II: Patch’s London Adventure)
- 2004: Chestnut – Der Held vom Central Park (Chestnut: Hero of Central Park)
- 2004: Cold Case – Kein Opfer ist je vergessen (Cold Case, Fernsehserie, Folge 2x21)
- 2004–2007: Law & Order: Special Victims Unit (Fernsehserie, 5 Folgen)
- 2005: Las Vegas (Fernsehserie, Folge 3x11 Down and Dirty)
- 2007: Nancy Drew – Girl Detective (Nancy Drew)
- 2007: Spuren eines Lebens (Evening)
- 2008: Supernatural (Fernsehserie, Folge 4x12 Criss Angel Is a Douche Bag)
- 2009: Hannah Montana – Der Film (Hannah Montana: The Movie)
- 2009: Ghost Whisperer – Stimmen aus dem Jenseits (Ghost Whisperer, Fernsehserie, Folge 5x03 Till Death Do Us Start)
- 2009–2010: Ehe ist… (’Til Death, Fernsehserie, 2 Folgen)
- 2010: Glee (Fernsehserie, Folge 2x05 The Rocky Horror Glee Show)
- 2010: Secrets of the Mountain (Fernsehfilm)
- 2010: 2010: Moby Dick
- 2010–2012, 2014: Cougar Town (Fernsehserie, 8 Folgen)
- 2011: Some Guy Who Kills People
- 2013: Teen Beach Movie (Fernsehfilm)
- 2013: Scandal (Fernsehserie, 2 Folgen)
- 2013: Destruction: Las Vegas (Blast Vegas) (Fernsehfilm)
- 2017: Für immer Meerjungfrau – Es gibt sie wirklich (A Mermaid’s Tale)
- 2018: Die Unglaublichen 2 (Incredibles 2, Synchronstimme des Bürgermeisters)
- 2019: Die Tochter des Weihnachtsmanns (Santa Girl) (Fernsehfilm)
- 2021: Dr. Doogie Kamealoha (Doogie Kameāloha, M.D.)
- 2021: Single All the Way